# Peacham CDP (Vermont)
Peacham es un lugar designado por el censo ubicado en el condado de Caledonia en el estado estadounidense de Vermont. En el Censo de 2020 tenía una población de 147 habitantes y una densidad poblacional de 36,84 habitantes por km². Fue incluido como CDP en el censo de 2020.

## Geografía
Peacham se encuentra ubicado en las coordenadas 44°19′43″N 72°10′12″O / 44.32861, -72.17000. Según la Oficina del Censo de los Estados Unidos,  tiene una superficie total de 3,99 km², todos correspondientes a tierra firme.